# 普萊森特格羅夫鎮區 (伊利諾伊州科爾斯)
普廿0萊森特格羅夫鎮區（英語：Pleasant Grove Township）是位於美國伊利諾伊州科爾斯縣的一個行政鎮區。

## 地方資料
根據2010年美國人口普查的數據，普廿0萊森特格羅夫鎮區的面積為107.90平方千米，當中陸地面積為107.80平方千米，而水域面積為0.10平方千米。當地共有人口1294人，而人口密度為每平方千米11.99人。